# Бразини, Армандо
Армандо Бразини (итал. Armando Brasini; 21 сентября 1879 или 1879, Рим — 18 февраля 1965 или 1965, Рим) — итальянский архитектор-традиционалист, наиболее важные постройки которого приходятся на период фашизма. Работал в стиле историзм. Его работы часто относят к необарокко, неоготике, неоренессансу.

## Ранний период (1909—1928)
Архитектор Армандо Бразини самоучка. Он вырастает из помощника сценографа, декоратора, дизайнера. Его вкус направлен на пышное, причудливое, яркое, риторичное. 
Бразини боготворит Рим, его барочные постройки и, вероятно, древнеримские. Раффаэле Ойетти, к которому Бразини очень привязан и мнением которого дорожит, рассказывал ему о старом искусстве, сам практикуя неоренессанс. Эти факты сформировали исключительно традиционалистские взгляды. Бразини ориентирован на архитектуру прошлых веков, восстановление пышного, помпезного Рима, которое было возможно за счет повторения форм прошлого. Свободные фантазии на тему римского величия рождаются у Бразини легко по причине его романтической натуры. 
Декораторское начало карьеры позволяло предположить, что Бразини будет дорожить деталями. Он будет ощущать здание телесно и оптически, руками и глазами, не как жесткую конструкцию для практического применения, а как живописный образ, который разворачивается по принципу «additio».
Первой работой Бразини считается парадный вход в Зоологический сад на Вилле Боргезе в Риме 1909—1910 гг. Над этим проектом Бразини работал совместно с инженером Берлуцци. Выполненный в необарочном или даже неорокайльном стиле вход представляет собой два круглых в плане павильона, соединяющихся тонко выполненной оградой. Она контрастирует с крупными объёмами павильонов. Композиция отмечена строгой симметрией, и уравновешенностью. Входные арки снабжены обломами. В замковых камнях, заключенные между двух волют, в окружении активной декорации, посажены головы слонов с длинными хоботами. Этот декор придает постройке ироничный, шутливый характер. Сдвоенные колонны с композитными капителями, ярко раскрепованный карниз, мощная балюстрада со скульптурами, обилие декора, и общий игривый тон — все это заявляет о своих барочных и рокайльных корнях. Конечно, здесь не обошлось без слона Бернини. Общая конфигурация, наклон головы, кисточки — Бразини буквально копирует Бернини, однако в более легкой игривой манере. Слон Бернини — все-таки истинный представитель барокко, с развивающимися ушами, полным напряжения взглядом, причудливо завитым хоботом. Слон Бразини не исполнен такого пафоса.
Первой действительно личной постройкой Бразини является Вилла Табаки. Она была начата в 1911 году и свидетельствует о повороте архитектора к модерну. В эти годы в Италии распространился стиль Либерти, начало которого связывают с выставкой прикладных искусств в Турине 1902 года, где Раймондо Д’Аронко строит свой известный павильон. Либерти «продержался» в Италии недолго. Однако, его влияние на Бразини очевидно. Вилла Табаки — фантазия в стиле модерн на тему северного шале. Она была построена для Международной выставки 1911 года, которая ещё раз утверждала моду на модерн в Италии. В бронзовой модели присутствуют ориентализирующие мотивы, которые пропадают в реальной постройке. Из типичного для архитектора в данной постройке — сложная организация объёмов, расширяющееся книзу тело здания, шпилеобразные обелиски.
На этой вилле архитектор заканчивает эксперименты с модерном. Этот первый самостоятельный архитектурный опыт дает понять, что Бразини не чужд моде. Очевидно, он хотел попробовать себя в новом на тот момент стиле, но по каким-то причинам не развил его.
Попробовав себя в стиле модерн, Бразини переходит к необарочной и неоклассической стилистике. Заказы на реставрацию барочных интерьеров и воссоздание римских построек подвигают архитектора к ещё более глубокому проникновению в эту эстетику. Его личные вкусы находят поощрение заказчиков, и с приходом Муссолини к власти, и его стремлением возродить былой Рим Бразини «попадает в струю». 
Бразини получает заказ на строительство Итальянского павильона для Всемирной выставки 1925 года.

## 1928—1945
Данный период творчества отмечен строительством самых крупных проектов. Большая часть проектов этого периода имеет затяжную историю возведения, что связано со Второй мировой войной и сменой режима в Италии. Среди них здание мэрии в Фоджии, Палаццо дель Говерно в Таранто, комплекс Буон Пасторе (Браветта) в Риме, Базилика Париоли и проект Дворца Советов для СССР.

## Послевоенный период

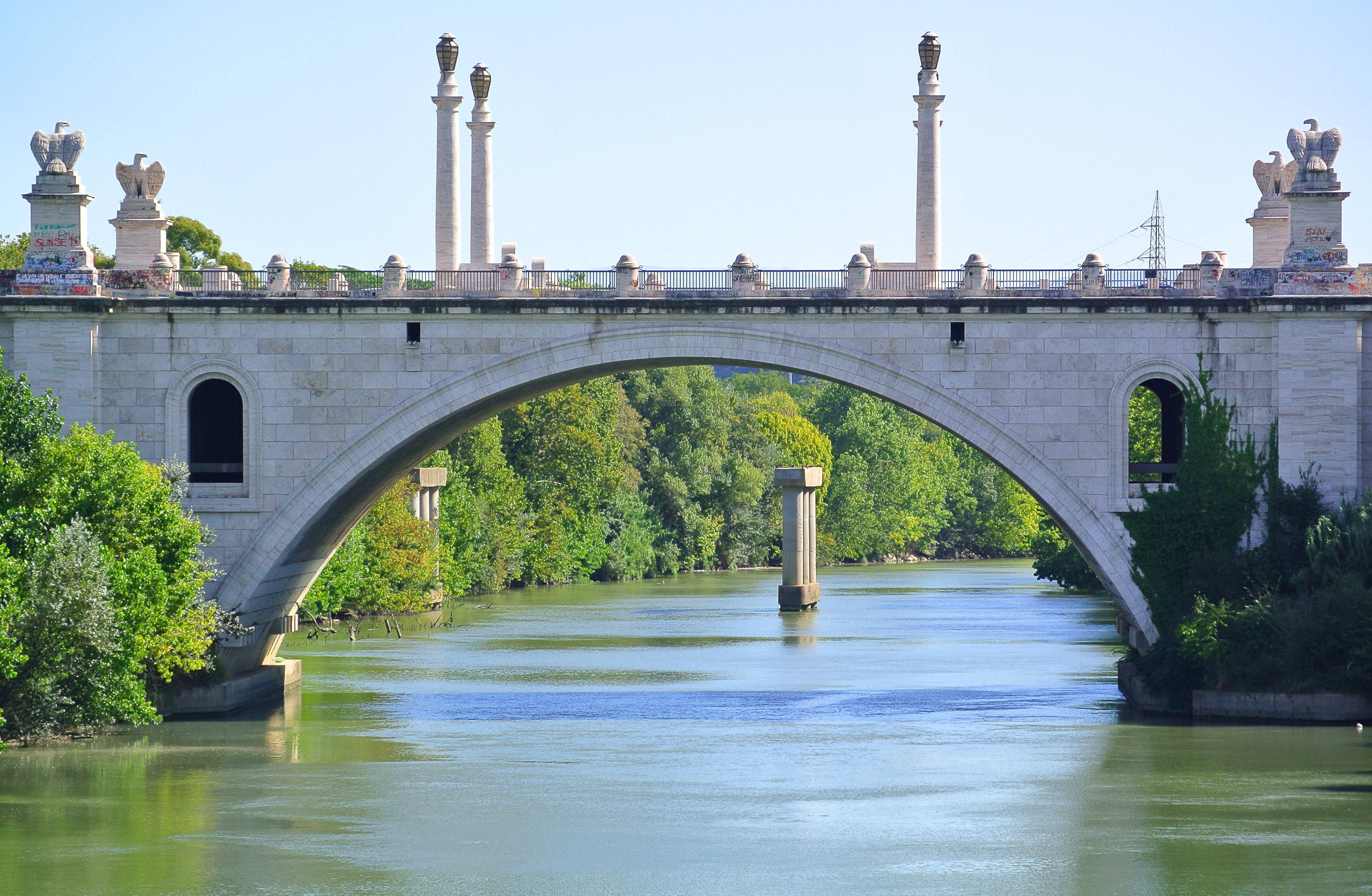
Мост Фламинио (Рим)

Послевоенный период характеризуется медленным угасанием карьеры архитектора. В эти годы достраиваются начатые до войны проекты: мост Фламинио и базилика Святого сердца Марии на площади Эвклида в Риме. В базилике был завершён лишь главный ярус. Запроектированный купол, не уступавший размерами куполу Собора Святого Петра, не был осуществлен. 
Также Бразини занимался планами застройки зоны Фламиниа, Сакса Рубра, центра Рима. Архитектор пишет, что в последние годы его работа концентрировалась вокруг генерального плана Рима, который в итоге не был осуществлен. 
Бразини скончался в 1965 году в своей вилле на улице Фламиниа. Письменные работы Бразини хранятся в архиве города Орвието, где живёт его внук и жена его сына Луки.

## Оценки вклада

Базилика Святого сердца Марии (Рим)

Ещё при жизни Бразини становится известным архитектором. Его заслуги высоко оцениваются современниками, особенно во время фашистского режима. После войны фигура Бразини уходит в тень. Долгое время никто не вспоминал его творчество. Постройки сносились или подвергались разрушению. 
Первыми на Бразини обращают внимание в постмодернистской Америке и Канаде, где проходит, посвященная ему, выставка. Постепенно, ближе к началу XXI века, архитектура Бразини выводится из тени. Ею начинают интересоваться. Несмотря на это, сегодня архитектора Армандо Бразини мало кто знает. В России разве что в связи с его учеником Борисом Иофаном. 
Итальянцы также не знают его имени, лучше знают имя Марчелло Пьячентини и модернистов. Часто архитектура Армандо Бразини трактуется как безвкусная, старомодная, и невнятная. Однако у архитектуры Армандо Бразини существует узкий круг ярых почитателей. Среди них — итальянские и американские теоретики и историки искусства: Роберто Вентури, Джорджо Мураторе, Марио Пизани, Даниэле Радини Тедески. Они, напротив, ценят Бразини как экстраординарного художника своего времени, как пример того, что традиционалистская архитектура может тягаться и даже превосходит по эстетическим качествам новую архитектуру.

## Основные работы
- Вилла Табаки (1911)
- Палаццо дель Говерно (Таранто)
- Комплекс Буон Пасторе (Браветта, Рим)
- Базилика Париоли
- Мост Фламинио[англ.]
- Базилика Святого сердца Марии[англ.]